# Artes Mágicas!
Artes Mágicas!, também chamada de Magia!, é uma tetralogia de livros-jogos escritos por Steve Jackson e ilustrados por John Blanche entre 1983 e 1985. Toda a série foi traduzida e publicada no Brasil pela editora Marques Saraiva.
A série se passa no mesmo universo fictício criado por Jackson e Ian Livingstone para sua série Aventuras Fantásticas, o mundo de Titan, mas Artes Mágicas! diverge de Aventuras Fantásticas em vários níveis. A temática de Magia! é mais complexa, as histórias são mais longas e a linguagem utilizada é mais rebuscada. A julgar-se pela campanha publicitária utilizada para promover os livros no Reino Unido, que possuía como frase de efeito Por que as crianças deveriam ficar com toda a diversão?, a série foi planejada para atingir um público mais adulto, ao invés do público infanto-juvenil a que se destinava Aventuras Fantásticas.

## História e mecânica
No continente de Titan conhecido como o Mundo Antigo, vários reinos poderosos coexistem pacificamente, graças a um poderoso artefato mágico conhecido como Coroa dos Reis, que empresta poderes quase divinos de liderança e carisma para seu usuário. A Coroa é rotacionada periodicamente entre os monarcas dos reinos, que podem organizar seus domínios eficientemente e sem incorrer em guerras contra seus vizinhos.
Tudo isso muda quando agentes do maléfico Arquimago de Mampang roubam a Coroa do palácio de Analand, o reino que a protegia naquele período. A Coroa é levada para a fortaleza do Arquimago, nas terras de Kakhabad, uma região selvagem e perigosa, desprovida de uma civilização organizada. Analand cai em desgraça por sua perda, já que o Arquimago poderá utilizar dos poderes da Coroa para unificar a maligna Kakhabad, liderando um exército de bárbaros contra o mundo civilizado.
O protagonista da aventura (o leitor) é um homem de confiança do rei de Analand, e sua missão é cruzar Kakhabad até a fortaleza de Mampang, confrontar o Arquimago e seus asseclas, e recuperar a Coroa dos Reis, missão que se estende por todos os quatro livros da série.
Artes Mágicas possibilita ao leitor jogar como um guerreiro ou como um mago. Se escolher jogar como um guerreiro, a mecânica de combates já utilizada em Aventuras Fantásticas se aplica normalmente. Se escolher jogar como um mago, o personagem inicia a aventura com uma grande coleção de feitiços a sua disposição (48 no total), identificados por onomatopéias de três letras como ZAP, FOG, ZED, SIX, e assim por diante.
A série também utiliza um sistema útil para os jogadores que não tiverem acesso a dados: cada página dos livros possui números aleatórios que podem ser usados em substituição a uma rolagem de dados, bastando que o leitor feche o livro e abra-o aleatoriamente, considerando o número aleatório impresso na página como o resultado da rolagem.

## Libra e interatividade
O protagonista também é um servo de Libra, a Deusa da Justiça de Titan e protetora do reino de Analand. Uma vez a cada livro da série, o protagonista pode clamar por intervenção direta de sua deusa, seja para restaurar seus atributos ao máximo, seja para curá-lo de alguma doença ou maldição, seja para reverter uma situação de morte certa. Isso torna os livros um pouco mais fáceis de serem concluídos, especialmente para os não-familiarizados com Aventuras Fantásticas.
A história e ambientação de Artes Mágicas! são muito mais épicas que de sua série-irmã, já que a interatividade entre os livros-jogos é constante. A conclusão de determinado livro, por exemplo, é facilitada pela posse de uma informação ou item que foi conseguido em outro livro, e assim por diante. O número de referências de cada um dos livros é notavelmente mais extenso que suas contrapartes de Aventuras Fantásticas (que, geralmente, possuíam 400 referências): As Montanhas Shamutanti possui 456 referências, enquanto que A Coroa dos Reis possui 800 referências.

## Os livros

### As Montanhas Shamutanti
O protagonista recebe sua missão e parte para Kakhabad, cruzando o portão que separa Analand da terra selvagem e adentrando as Montanhas Shamutanti, uma série de colinas pontilhadas por pequenas vilas relativamente pacíficas. Seu objetivo é alcançar a cidade portuária de Kharé, do outro lado das montanhas. Como primeiro livro da série, é o mais fácil de completar, exceto pelo confronto final com um Manticora, em seu covil recheado de armadilhas.

### Kharé - Porto dos Ardis
Vencidas as Shamutanti, o protagonista deve cruzar Kharé, uma grande metrópole fluvial, único ponto possível de travessia do vasto rio Jabaji, que corta Kakhabad. Além de lidar com os traiçoeiros moradores da cidade, o herói deve descobrir as quatro linhas de um feitiço que abre o portão norte da metrópole, que o separa de seu próximo objetivo: as Baklands.

### As Sete Serpentes
Fugindo de Kharé após os eventos do livro anterior, o protagonista se vê diante das Baklands, uma estepe estéril e perigosa, povoada por tribos nômades hostis. Nesse momento, ele recebe a notícia, vinda de Analand, que sete espiãs do Arquimago, conhecidas como as Sete Serpentes, ficaram sabendo de sua jornada, e correm em direção da Fortaleza de Mampang para alertar o feiticeiro. Se ele souber sobre sua missão, poderá colocar tudo a perder, então o objetivo secundário do livro-jogo torna-se localizar as Sete Serpentes e eliminá-las uma a uma, para que a missão não seja comprometida. O sucesso ou fracasso do leitor em derrotar as espiãs neste livro determinará o decorrer do próximo.

### A Coroa dos Reis
Finalmente atingida a Fortaleza de Mampang, o protagonista precisa encontrar um meio de se infiltrar no castelo e confrontar o Arquimago. Se o leitor não conseguiu eliminar as Sete Serpentes no livro anterior, o vilão já o estará esperando, e sua missão será quase impossível. A Coroa dos Reis é o mais longo livro-jogo já publicado dentre as Aventuras Fantásticas, e também um dos mais desafiadores de concluir.

## Outras mídias
Os três primeiros livros-jogos da série foram convertidos para RPG, as aventuras foram adaptadas  por Jamie Wallis para o Sistema d20, sendo portanto, compatíveis com a terceira edição de Dungeons & Dragons. Essas adaptações foram publicados pela Myriador entre 2003 e 2004. E em 2009, reeditado em formato pdf pela Greywood Publishing.
Ganhou também uma adaptação em um jogo eletrônico para portáteis, lançado para iOS em maio de 2013 e Android em 12 de março de 2014. O site IGN descreveu-o como "um excelente exemplo do que pode acontecer quando se conta histórias tradicionais com design contemporâneo".